# Menophra emaria
Menophra emaria är en fjärilsart som beskrevs av Bremer 1864. Menophra emaria ingår i släktet Menophra och familjen mätare. Inga underarter finns listade i Catalogue of Life.